# Alejandro Furia
Alejandro Furia, vollständiger Name Alejandro David Furia Cabral, (* 15. März 1994 in Melo) ist ein uruguayischer Fußballspieler.

## Karriere

### Verein
Der 1,71 Meter große Defensivakteur Furia spielte mindestens seit 2011 für die Nachwuchsmannschaften des uruguayischen Erstligisten Peñarol Montevideo. In der Primera División kam er allerdings nicht zum Einsatz. Im August 2014 verließ er die „Aurinegros“ zunächst und schloss sich dem Zweitligisten Central Español auf Leihbasis an. In der Saison 2014/15 wurde er dort 22-mal (kein Tor) in der Segunda División eingesetzt. Zur Apertura 2015 wurde er seitens Peñarol an den Erstligaaufsteiger Plaza Colonia ausgeliehen. In der Spielzeit 2015/16 absolvierte er 18 Erstligaspiele (ein Tor). Es folgten in der Saison 2016 jeweils sechs bzw. zwei torlose Einsätze in der Liga bzw. der Copa Sudamericana 2016. Nach 13 weiteren Erstligaeinsätzen (ein Tor) in der Saison 2017 wechselte er Ende Juli 2017 zum Quilmes AC.

### Nationalmannschaft
Furia gehörte dem Aufgebot der uruguayischen U-17-Auswahl bei der U-17-Südamerikameisterschaft 2011 in Ecuador an und wurde mit der Mannschaft Vize-Südamerikameister. Im Juni 2011 war er Teil des uruguayischen Teams bei der U-17-Weltmeisterschaft 2011 in Mexiko. Dort erreichte er mit der Mannschaft das Finale, in dem man den mexikanischen Gastgebern unterlag. Furia kam in sieben WM-Begegnungen zum Einsatz. Ein Tor erzielte er nicht.

### Erfolge
- U-17-Vize-Weltmeister 2011
- U-17-Vize-Südamerikameister 2011